# Thomas Stanley, II conde de Derby
Thomas Stanley, II conde de Derby (antes de 1485 – 23 de mayo de 1521) fue un noble, político y par inglés.

## Familia
Thomas Stanley fue el hijo mayor de George y Joan Stanley, IX barones Strange. Sus abuelos maternos John le Strange y Jaquetta Woodville, hija de Ricardo Woodville y Jacquetta de Luxemburgo, padres de Isabel Woodville. Sus abuelos paternos eran Thomas Stanley, I conde de Derby, y Eleanor Neville, cuarta hija de Richard y Alice Neville, V condes de Salisbury. Tras la muerte de Eleanor, el conde de Derby se casó con Margarita Beaufort,  viuda de Edmundo Tudor y madre de Enrique VII. De este modo, el padre de Thomas era hermanastro de Enrique VII, y su madre era prima de la reina Isabel de York.
Stanley tuvo cuatro hermanos, Anthony, John, Sir James y George, y cinco hermanas, Elizabeth, esposa de Sir Edward Stanley; Eleanor, Katherine; Joan, esposa de Sir Robert Sheffield; y Margaret, esposa del escudero John Osbaldeston.

## Biografía
Su padre, consiguió un asiento en el Parlamento por ser barón Strange. George Stanley murió en su casa de Londres el 4 o 5 de diciembre de 1503. Se dice que murió envenenado en un banquete.
Un año después, el 9 de noviembre de 1504, su abuelo, el I conde de Derby, murió en Lathom, Lancashire. Thomas heredó de él el condado de Derby y la baronía Strange. Cuándo su madre murió el 20 de marzo de 1515, en Colham Green, Middlesex, heredó las baronías Strange y Mohun.
Derby estuvo en la batalla de Guinegate de 1513. Tanto él como su mujer asistieron al Campo de la tela de Oro en junio de 1520, y Derby sirvió a Enrique VIII durante su encuentro con el emperador Carlos V en Dover un año más tarde. más tarde que año.
Derby murió en Colham Green, Middlesex, el 23 de mayo de 1521, y fue enterrado en Syon. Su viuda, Anne, murió en el mismo lugar años más tarde, y fue enterrado el 17 de noviembre de 1550.

## Matrimonio y descendencia
En 1498, Derby  fue prometido con Elizabeth Wells, hija de John Welles, I vizconde Welles y tío de Enrique VII, y Cecilia de York, hija de Eduardo IV e Isabel Woodville. Debido a su parentesco (Elizabeth era tía segunda de Derby), tuviieron que obtener dispensa papel. No obstante, Elizabeth murió ese mismo año.

En su lugar, Derby se casó con Anne Hastings, Edward Hastings, II barón Hastings, y Mary Hungerford, el 17 de diciembre de 1505. Tuvieron tres hijos:
- Edward Stanley, II conde de Derby.
- Margaret Stanley (m. poco después de enero de 1534), casada con Robert Radcliffe, I conde de Sussex. Tuvo dos hijas, Jane, esposa de Anthony Browne, I vizconde Montague, y Anne, esposa de Thomas Wharton, II barón Wharton.
- John Stanley. Murió joven.[6]

## Thomas Stanley, II conde de Derby, y Shakespeare
La traición del abuelo de Thomas Stanley, Lord Stanley, padrastro de Enrique VII por su segundo matrimonio con Margarita Beaufort, fue fundamental para la derrota de Ricardo III en Bosworth. Lord Stanley, tiene un rol importante en la obra Ricardo III de Shakespeare. El hijo de Lord Stanley y padre de Thomas, George, era prisionero de Ricardo, tal como dice Lord Stanley en el Acto IV, escena V: 
Sir Christopher, decid a Richmond [futuro Enrique VII] de parte mía a, que mi hijo George Stanley está encerrado en la pocilga de ese jabalí sanguinario. Si me rebelo, la cabeza de mi joven Jorge va a caer. El temor a esto es lo que me impide prestarle mi apoyo.